# Savoiarda
Savoiarda hay razza di Cuorgné là một giống cừu vùng cao nguyên hiện ở trạng thái bị đe dọa từ tỉnh Turin, ở Piemonte, tây bắc nước Ý.:274 Còn một ít số người nuôi loại cừu này ở Val Chisone, Val di Susa, Valli di Lanzo và Val Pellice.:274

## Lịch sử
Nguồn gốc của Savoiarda không rõ ràng; nó dường như liên quan đến giống cừu Thônes et Marthod từ khu vực Savoie, ở Pháp, nằm ở phía tây Piemonte. Việc lai với các giống cừu khác như Biellese và Frabosana đã làm giảm năng suất của loài Savoiarda, làm mất đặc điểm hình thái và góp phần vào sự suy giảm của giống cừu này.:274 Nó cũng bị đe dọa bởi sự công nghiệp hóa của vùng Val di Susa. Nó là một trong bốn mươi hai giống cừu địa phương có phân bố hạn chế trong đó một cuốn sách được lưu giữ bởi Associazione Nazionale della Pastorizia, hiệp hội chăn nuôi cừu quốc gia Ý.
Trong năm 2013, tổng số cá thể giống này là 120.

## Đặc điểm
Giống Savoiarda có kích thước trung bình. Trọng lượng có thể thay đổi, nhưng trung bình 65–70 kg đối với cừu đực và 55–60 kg đối với cừu cái. Cừu đực cao 68–82 cm tính đến vai, và cừu cái cao khoảng 67–72 cm. Đầu giống cừu này khá lớn. Cừu đực thường có sừng xoắn ốc mạnh mẽ; cừu cái có sừng nhỏ hoặc không có sừng. Đôi tai hẹp và hơi nhỏ. Khuôn mặt có màu trắng với "cặp kính" màu đen quanh mắt; mõm màu đen, đôi khi có các mảng trắng, và chân có màu trắng với một số đốm đen. Lông màu trắng.:275